# Болото Мох
Боло́то «Мох» — гідрологічний заказник загальнодержавного значення в Україні. Розташований у Сновському районі Чернігівської області, неподалік від села Єліне. 
Площа 98 га (проща охоронної зони 652 га). Створений у 1974 року. Перебуває у віданні Корюківського держлісгоспу. Розташована на території Новоборовицького лісництва (кв. 19, 20, 25, 26). 
Заказник розташований на другій лівобережній терасі річки Снов, в оточенні соснового лісу. Переважають торф'янисті ґрунти. Торфовий поклад завглибшки до 2,5 м належить до мішаного перехідного типу. Заказник має водорегулююче значення. 
Флора заказника має бореальний характер. Тут виявлено близько 50 видів судинних рослин. 
Переважна частина болота вкрита мезотрофними, олігомезотрофними пухівково-сфагновими угруповання (з пухівкою піхвовою (Eriophorum vaginatum) і Sphagnum falax) з розрідженими сосною звичайною (Pinus sylvestris), березою пухнастою (Betula pubescens) та березою повислою (В. pendula) заввишки до 3 м. У трав'яно-чагарничковому ярусі цих угруповань ростуть багно болотне (Ledum palustre), журавлина болотна (Oxycoccus palustris), осока ситничковидна (Carex juncella), андромеда багатолиста (Andromeda polifolia). Серед інших видів у цьому ярусі поодиноко трапляються осока пухнастоплода (Carex lasiocarpa), куничник сіруватий (Calamagrostis canescens), теліптерис болотний (Thelypteris palustris), верба попеляста (Salix cinerea). Моховий ярус (проективне покриття 80-90 %) має багатий видовий склад. Крім Sphagnum falax у зниженнях зростають Sphagnum cuspidatum, Drepanocladus fluitans та D. exanulatus, куртинами на купинах, утворених пухівкою піхвовою (Eriophorum vaginatum), трапляються Polytrichum gracile та Pleurozium shreberi. 
Периферійна частина зайнята мезоевтрофними осоково-сфагновими угрупованнями з переважанням осоки омської (Carex omskiana) з негустим деревостаном, утвореним березою пухнастою (Betula pubescens) та березою повислою (Betula pendula). У густому травостої, крім домінанта, значну участь (10-20 %) мають куничник сіруватий (Calamagrostis canescens), осока пухнастоплода (Carex lasiocarpa), осока чорна (С. nigra) та пухівка піхвова (Eriophorum vaginatum), трапляються куртини вовчого тіла болотного (Comarum palustre). Наявні вербозілля звичайне (Lysimachia vulgaris), кизляк китицецвітий (Naumburgia thyrsiflora), мітлиця собача (Agrostis cuninu). 
Ближче до краю болота в ценозах зростає роль осоки чорної (Сагех nigra). На периферійних ділянках моховий ярус розріджений. 
Невеликі ділянки болота з неглибокими торфовими покладами зайняті угрупованнями з домінуванням у деревному ярусі берези пухнастої (Betula pubescens), у трав'яному — пухівки піхвової (Eriophorum vaginatum), у моховому — Sphagnum falax. У моховому ярусі, крім домінанта, трапляються Aulacomnium palustre та Polytrichwn gracile. 
На периферійні заліснені підвищені ділянки болота з прилеглого соснового лісу чорницевого заселяються щитник шартрський (Dryopteris cartusiana), чорниця (Vaccinium myrtillus) та брусниця (V. vitisidaea).